# Эпоха невинности (роман)
«Эпоха невинности» («Век невинности»; англ. The Age of Innocence) ― роман американской писательницы Эдит Уортон, вышедший в 1920 году. Это ее восьмой роман, который был впервые опубликован в 1920 году в четырех частях в журнале Pictorial Review. Позже в том же году была выпущена книга издательством D. Appleton & Company. В 1921 году она получила Пулитцеровскую премию, став первой женщиной, получившей эту премию за художественное произведение. Хотя комитет изначально согласился присудить премию Синклеру Льюису за «Мэйн-стрит», судьи, отвергнув его книгу по политическим мотивам, «провозгласили Уортон первой леди Америки в области литературы».

## Сюжет
Ньюленд Арчер, джентльмен-юрист и наследник одной из самых знатных семей Нью-Йорка, с радостью предвкушает свой весьма желанный брак с обеспеченной и прекрасной Мэй Уэлланд. Но он находит причину усомниться в своем выборе невесты после появления графини Эллен Оленской, кузины Мэй. Эллен кажется Арчеру полной противоположностью невинной и невежественной Мэй. Она вернулась в Нью-Йорк из Европы после скандального (согласно слухам) расставания с мужем, польским графом. Поначалу приезд Эллен и его потенциальное влияние на репутацию семьи его будущей невесты тревожат Ньюленда, но он заинтригован Эллен, которая нагло попирает строгие правила нью-йоркского общества. По мере того как восхищение Ньюленда ею растет, растут и его сомнения по поводу женитьбы на Мэй, «идеальном продукте» старого нью-йоркского общества; этот брак больше не кажется ему идеальной судьбой, которую он себе представлял.
Решение Эллен развестись с графом Оленским вызывает социальный кризис у других членов ее семьи, которые боятся скандала и позора. К раздельному проживанию можно относиться терпимо, но развод неприемлем. Чтобы спасти репутацию Уэлландов, партнер Ньюленда по юридической работе просит его отговорить Эллен от развода. Ему это удается, но в процессе он увлекается ей. Боясь влюбиться в Эллен, Ньюленд умоляет Мэй сбежать и ускорить дату их свадьбы, но та отказывается.
Несколько недель спустя Ньюленд признается Эллен в любви; Эллен отвечает взаимностью, но в ужасе от того, что их любовь причинит боль Мэй, и поэтому не хочет, чтобы он бросал Мэй ради нее. Ньюленд получает телеграмму Мэй, в которой она соглашается пожениться раньше.
Ньюленд и Мэй женятся. Он пытается забыть Эллен. Его светский брак оказался посредственным, а светская жизнь, которую он когда-то считал увлекательной, стала пустой и безрадостной. Хотя Эллен живет в другом городе — в Вашингтоне — он не может перестать любить ее. Их пути пересекаются, когда они с Мэй находятся в Ньюпорте, штат Род-Айленд. Ньюленд узнает, что граф Оленский просил Эллен вернуться к нему, но она отказалась, хотя ее семья настаивала, чтобы она помирилась с ним и вернулась в Европу. Разочарованная ее независимостью, семья лишила ее денег, как это уже сделал граф.
Ньюленд одержимо ищет способ оставить Мэй и быть с Эллен. Отчаявшись когда-либо сделать Эллен своей женой, он уговаривает ее сбежать с ним, но она отказывается. Затем Эллен вызывают в Нью-Йорк, чтобы она ухаживала за своей больной бабушкой, которая принимает ее решение жить отдельно от мужа и соглашается давать ей деньги.
Вернувшись в Нью-Йорк и испытывая новое давление со стороны Ньюленда, Эллен уступает и соглашается тайно встретиться с ним. Но вскоре после их интимной встречи Ньюленд обнаруживает, что Эллен решила вернуться в Европу. Когда Мэй объявляет, что они с Ньюлендом устраивают прощальную вечеринку в честь Эллен, Ньюленд решает бросить Мэй и последовать за Эллен в Европу. Той же ночью, после вечеринки, Ньюленд решает сказать Мэй, что уходит от нее к Эллен. Она прерывает его, чтобы сказать, что в то утро узнала о своей беременности; она рассказывает, что сообщила Эллен о своей беременности двумя неделями ранее, несмотря на то, что в то время не была уверена в этом. Подразумевается, что Мэй поступила так, потому что подозревала об измене и что это стало причиной возвращения Эллен в Европу. Безнадежно загнанный в угол, Ньюленд решает остаться с Мэй и не следовать за Эллен, отказываясь от любви ради будущего ребенка.
Двадцать шесть лет спустя, после смерти Мэй, Ньюленд и его старший сын оказались в Париже. Сын, узнав, что там живет двоюродная сестра его матери, договорился навестить Эллен в ее парижской квартире. Ньюленд ошеломлен перспективой снова увидеть Эллен. Подъехав к многоквартирному дому, Ньюленд отправляет сына одного встречать Эллен, а сам ждет снаружи, наблюдая за балконом ее квартиры. Ньюленд подумывает подняться наверх, но в конце концов решает этого не делать; он возвращается в свой отель, так и не увидев ее.

## Главные герои

### Ньюленд Арчер
Главный герой этой истории ― молодой и успешный юрист, живущий со своей матерью и сестрой в элегантном нью-йоркском доме. С детства его жизнь определялась обычаями высшего класса нью-йоркского общества: Ньюленд поступал так, как от него ожидали. Его помолвка с Мэй Уэлланд ― один из таких поступков. В начале повести он гордится своей жизнью и мечтает о традиционном браке, в котором он будет мудрым мужем, а она послушной женой. Его жизнь меняется, когда он встречает графиню Эллен Оленскую. Благодаря своим отношениям с ней — сначала дружбе, а затем и любви — он начинает сомневаться в ценностях, на которых был воспитан. Он видит неравенство в нью-йоркском обществе и ограниченность его обычаев и изо всех сил пытается балансировать между социальными обязательствами перед Мэй и любовью к Эллен. Он не может найти места для любви в запутанной, осуждающей паутине нью-йоркского общества. На протяжении всей истории он преступает границы допустимого поведения из-за любви к Эллен: следует за ней в Скайтерклифф, в Бостон и, наконец, решает поехать с ней в Европу (хотя и меняет свое мнение). В конце концов, Ньюленд обнаруживает, что единственное место для их любви — в его воспоминаниях. Некоторые исследователи считают, что персонаж Ньюленда ближе Уортон (писательнице), чем персонаж Эллен.

### Мэй Велланд
Невеста, а затем жена Ньюленда Арчера. Воспитанная, чтобы стать идеальной женой и матерью, она следует всем обычаям общества и безукоризненно подчиняется им. В основном, она поверхностная, ничем незаинтересованная молодая женщина — типичная для высшего общества Нью-Йорка тех времен. Когда они находятся в Сент-Августине (Флорида), Мэй показывает редкий проблеск зрелости и сострадания, которые ее жених ранее не размечал. Она предлагает расторгнуть их помолвку, чтобы он мог жениться на женщине, которую по-настоящему любит, думая, что он хочет быть с миссис Рашуорт, замужней женщиной, с которой у него недавно закончился роман. Когда он уверяет, что любит только ее, Мэй, кажется, доверяет ему, по крайней мере поначалу. Однако после их свадьбы она подозревает, что Ньюленд влюблен в ее сестру Эллен. Тем не менее, Мэй притворяется счастливой перед обществом, поддерживая иллюзию, что у них идеальный брак, ведь этого все ожидают. Ее несчастье активизирует ее манипулятивную натуру, и Ньюленд не замечает этого, пока не становится слишком поздно. Чтобы оттолкнуть Эллен, Мэй рассказывает ей о своей беременности, прежде чем сама в этом убедится. И все же в Мэй все еще есть сострадание, даже несмотря на долгие годы их посредственного брака после ухода Эллен. После смерти Мэй Ньюленд Арчер узнает, что она всегда знала о его неизменной любви к Эллен; умирая, Мэй сказала их сыну Далласу, что дети всегда могут доверять своему отцу, Ньюленду, потому что он отдал то, что было для него самым важным, из верности их браку. Внешне Мэй — воплощение Невинности.

### Эллен Оленска
Двоюродная сестра Мэй и внучка миссис Мэнсон Минготт. Она стала графиней, выйдя замуж за польского графа Оленского, европейского аристократа. Ее муж, как утверждается, был жестоким человеком, присвоил состояние Эллен и заводил романы с другими женщинами. В начале книги Эллен, которая закончила со своим несчастливым браком и успела пожить в Венеции с секретарем мужа, возвращается к своей семье в Нью-Йорк. Она свободолюбива и помогает Ньюленду Арчеру выйти за рамки узкого нью-йоркского общества. Она обращается со своей служанкой Настасьей как с равной, например, предлагая служанке свою накидку, прежде чем отправить ее с поручением. Она посещает вечеринки с людьми с сомнительной репутацией, такими как Джулиус Бофорт и миссис Лемюэль Стратерс, и приглашает Ньюленда, жениха своей кузины Мэй, навестить ее. Эллен так же сильно, как и Ньюленд, страдает от их невозможной любви, но она готова жить в эмоциональном подвешенном состоянии до тех пор, пока они могут любить друг друга на расстоянии. Любовь Эллен к Ньюленду определяет ее важные решения: отказаться от развода с графом Оленским, остаться в Америке, провести ночь с любимым только один раз, а затем исчезнуть из его жизни. Ее совесть и ответственность перед семьей осложняют ее любовь к Ньюленду. Узнав о беременности Мэй, Эллен немедленно решает покинуть Америку, запретив Ньюленду последовать за ней в Европу. Таким образом, она позволяет кузине создать полноценную семью со своим мужем. Со временем отношение читателей к Эллен менялось. Из своенравной соблазнительницы она превратилась в независимую женщину, намного опередившую свое время, но одно можно сказать наверняка: "Эллен достаточно пройтись в одиночестве по гостиной, чтобы бросить вызов существующим нормам".

### Миссис Мэнсон Минготт
Матриарх могущественной семьи Минготт и бабушка Эллен и Мэй. Урожденная Кэтрин Спайсер, она происходила из небогатой семьи. Овдовев в 28 лет, обеспечила себе социальное положение благодаря проницательности и силе характера. Ее мнение важно для семьи: например, по просьбе Ньюленда она уговаривает Мэй и ее мать назначить более раннюю дату свадьбы. Она распоряжается финансами — не лишает Эллен денег, тогда как остальная семья отвернулась от несчастливой женщины из-за нежелания вернуться к мужу. Миссис Минготт - индивидуалка в изысканном мире нью-йоркского общества, временами выходящая за рамки допустимого поведения. Например, она принимает гостей на первом этаже своего дома, хотя в обществе такая практика ассоциируется с женщинами сомнительной морали. На ее приветливое отношение к Эллен остальные члены семьи смотрят скептически, но она настаивает на поддержке внучки. Миссис Минготт была вдохновлена собственной двоюродной бабушкой Эдит Уортон, Мэри Мейсон Джонс, которая, как говорят, дала начало фразе "Идти в ногу с Джонсами", поскольку верила, что модное общество всегда будет стремиться идти в ногу с ней.

### Миссис Августа Уэлланд
Мать Мэй, которая воспитала свою дочь настоящей светской дамой. Ограниченность Мэй, отсутствие воображения и жесткие представления о подобающем и неподобающем поведении являются следствием этого влияния. Августа успешно научила своего мужа, слабовольного мистера Велланда, подчиняться ее желаниям. Миссис Велланд является движущей силой стремления Мэй к длительной помолвке. Если бы не влияние ее матери, Мэй, возможно, согласилась бы раньше на просьбу Ньюленда о более ранней дате свадьбы. После нескольких лет брака Ньюленд Арчер видит в Мэй черты своей свекрови — женщины флегматичной, лишенной воображения и скучной. Позже он испытывает на себе то же воздействие Мэй, которое ее мать оказывала на мистера Уэлланда.

## Темы
Одна из самых заметных тем, которую можно проследить по всему тексту, ― это идея богатства и социального класса. Герои гордятся своим социальным положением, а те, кто принадлежит к «старым деньгам», чувствуют угрозу со стороны тех, кто принадлежит к «новым деньгам». Жизнь героев вращается вокруг того, чтобы быть в курсе последних тенденций моды, встреч, представлений. Для героев этого романа важнее всего быть принятыми в высшем обществе, и они готовы на все ради этого. Еще одна тема, которая четко прослеживается в романе, ― это любовь, будь то любовь между Ньюлендом Арчером и Мэй Уэлленд или влечение между Ньюлендом Арчером и Эллен Оленской. Через роман также проходит тема невинности, именно невинностью будущей жены в первых сценах романа был страстно увлечен Ньюленд Арчер.

## Экранизации
- В 1924 году студия Warner Brothers выпустила экранизацию немого кино. Режиссер Уэсли Рагглз снял Беверли Бейн в роли графини Оленской, а Эллиот Декстер ― Ньюленда Арчера[6]. Этот фильм в настоящее время утерян[7][8].
- В 1928 году Маргарет Айер Барнс адаптировала роман для театральной постановки. Впервые он был поставлен на Бродвее, где Кэтрин Корнелл сыграла главную роль графини Оленской.
- В 1934 году на студии RKO Studios Филип Меллер снял экранизацию (англ., основанную как на романе, так и на пьесе) с Ирен Данн в роли графини Оленской и Джоном Боулзом в роли Арчера в главных ролях.
- В 1993 году Мартин Скорсезе снял экранизацию с Мишель Пфайффер в роли графини Оленской, Дэниелом Дэй-Льюисом в роли Арчера и Вайноной Райдер в роли Мэй Уэлланд Арчер, Ричардом Э. Грантом и Мириам Марголис в главных ролях. За свою игру Райдер была номинирована на премию Оскар и Золотой глобус, а фильм также получил премию Оскар за лучший дизайн костюмов.
- В 2009 году был показан эпизод телевизионной подростковой драмы «Сплетница» под названием «Эпоха диссонанса», в котором персонажи разыгрывают театральную версию Эпохи невинности и обнаруживают, что их личная жизнь отражает пьесу.
- В 2018 году на сцене театра Хартфорд Стейдж и театра Маккартер была поставлена сценическая адаптация Дугласа Макграта с Сьеррой Боггесс и Бойдом Гейнсом в главных ролях.
- В 2024 году в театре Old Globe в Сан-Диего, Калифорния, состоялась мировая премьера новой постановки, созданной по заказу театра.[9].